# Andrei Titov
Andrei Alekseyevich Titov (tiếng Nga: Андрей Алексеевич Титов; sinh ngày 5 tháng 3 năm 1996) là một cầu thủ bóng đá người Nga thi đấu cho F.K. Khimki.

## Sự nghiệp câu lạc bộ
Anh có màn ra mắt tại Giải bóng đá chuyên nghiệp quốc gia Nga cho FC Metallurg Lipetsk vào ngày 20 tháng 7 năm 2015 trong trận đấu với FC Avangard Kursk.